# 4859 Fraknoi
4859 Fraknoi је астероид главног астероидног појаса чија средња удаљеност од Сунца износи 2,272 астрономских јединица (АЈ).
Апсолутна магнитуда астероида је 13,1.